# Liste der Baudenkmale in Barsinghausen
Die unvollständige Liste der Baudenkmale in Barsinghausen enthält Baudenkmale der Barsinghausener Kernstadt sowie der Ortsteile Bantorf, Barrigsen, Eckerde, Egestorf, Göxe, Großgoltern, Groß Munzel, Hohenbostel, Holtensen, Kirchdorf, Landringhausen, Langreder, Nordgoltern, Ostermunzel, Stemmen, Wichtringhausen und Winninghausen.

## Allgemein
Die Geschichte des Klosters Barsinghausen ist auch die Geschichte des Ortes Barsinghausen. Das Kloster wurde im Jahre 1180 gegründet. Im Dreißigjährigen Krieg gab es in Barsinghausen große Zerstörungen.
In den Spalten befinden sich folgende Informationen:
- Lage: die Adresse des Baudenkmales und die geographischen Koordinaten. Kartenansicht, um Koordinaten zu setzen. In der Kartenansicht sind Baudenkmale ohne Koordinaten mit einem roten Marker dargestellt und können in der Karte gesetzt werden. Baudenkmale ohne Bild sind mit einem blauen Marker gekennzeichnet, Baudenkmale mit Bild mit einem grünen Marker.
- Bezeichnung: Bezeichnung des Baudenkmales
- Beschreibung: die Beschreibung des Baudenkmales. Unter § 3 Abs. 2 NDSchG werden Einzeldenkmale und unter § 3 Abs. 3 NDSchG Gruppen baulicher Anlagen und deren Bestandteile ausgewiesen.
- ID: die Objekt-ID des Baudenkmales
- Bild: ein Bild des Baudenkmales, ggf. zusätzlich mit einem Link zu weiteren Fotos des Baudenkmals im Medienarchiv Wikimedia Commons. Wenn man auf das Kamerasymbol klickt, können Fotos zu Baudenkmalen aus dieser Liste hochgeladen werden:

## Bantorf

### Gruppe: Hofanlage Im Dorfe 29
Die Gruppe „Hofanlage Im Dorfe 29“ hat die ID 31075986.

| Lage                                    | Bezeichnung        | Beschreibung                                                                         | ID       | Bild |
| --------------------------------------- | ------------------ | ------------------------------------------------------------------------------------ | -------- | ---- |
| Im Dorfe 29 52° 19′ 33″ N, 9° 24′ 34″ O | Herrenhaus         | Das Wohnhaus der großen Hofanlage wurde 1925 erbaut.                                 | 31114032 |      |
| Im Dorfe 29 52° 19′ 35″ N, 9° 24′ 31″ O | Scheune            | Die Scheune aus der 1. Hälfte des 19. Jahrhunderts liegt abseits hinter Baumbestand. | 31114052 |      |
| Im Dorfe 29 52° 19′ 33″ N, 9° 24′ 32″ O | Wirtschaftsgebäude |                                                                                      | 31113994 |      |
| Im Dorfe 29 52° 19′ 31″ N, 9° 24′ 34″ O | Park               |                                                                                      | 31114012 |      |
| Im Dorfe 37 52° 19′ 35″ N, 9° 24′ 25″ O | Wohnhaus           | Das Haus wurde in der ersten Hälfte des 19. Jahrhunderts erbaut.                     | 31114072 |      |

### Gruppe: Kirchenanlage Luttringhausen
Die Gruppe „Kirchenanlage Luttringhausen“ hat die ID 31075996.

| Lage                                              | Bezeichnung       | Beschreibung | ID       | Bild           |
| ------------------------------------------------- | ----------------- | --- | -------- | -------------- |
| Lüttringhäuser Straße 52° 19′ 16″ N, 9° 25′ 0″ O  | Kirche            | Die St.-Alexandri-Kirche stammt im Ursprung aus dem 12. Jahrhundert, Mauerreste auf der Südseite der Kirche belegen das. Allerdings stammen wesentliche Teile der Kirche aus dem 13. Jahrhundert. | 31114092 | Weitere Bilder |
| Lüttringhäuser Straße 52° 19′ 17″ N, 9° 24′ 59″ O | Gefallenendenkmal | | 31114130 |                |
| Lüttringhäuser Straße 52° 19′ 15″ N, 9° 24′ 59″ O | Kirchhof          | | 31114112 |                |

### Einzeldenkmale
| Lage                                                    | Bezeichnung              | Beschreibung | ID       | Bild |
| ------------------------------------------------------- | ------------------------ | --- | -------- | ---- |
| Alte Zeche 7, 9, 11, 13, 17 52° 19′ 36″ N, 9° 25′ 10″ O | Zechengebäude            | Das Haus ist Teil der Antonius-Zeche. Hier wurde Steinkohle abgebaut. Im Jahre 1928 wurde die Zeche geschlossen. Die Zechengebäude wurden zu Wohnungen umgebaut. | 31119203 |      |
| Bantorfer Brink 51 52° 19′ 41″ N, 9° 24′ 53″ O          | Wohnhaus                 | Das Haus wurde im Jahre 1900 erbaut. | 31113890 |      |
| Bantorfer Brink 59 52° 19′ 44″ N, 9° 24′ 49″ O          | Hallenhaus               | | 31113907 |      |
| Bantorfer Brink 61 52° 19′ 45″ N, 9° 24′ 49″ O          | Gaststätte               | Die Gaststätte wurde um das Jahr 1900 erbaut. | 31113924 |      |
| Im Dorfe 1 52° 19′ 47″ N, 9° 24′ 46″ O                  | Wohn-/Wirtschaftsgebäude | | 31113959 |      |
| Im Dorfe 19 52° 19′ 40″ N, 9° 24′ 30″ O                 | Hallenhaus               | Das Haus wurde in der ersten Hälfte des 19. Jahrhunderts erbaut.                                                                                                 | 31113977 |      |
| Lüttringhäuser Straße 7 52° 19′ 18″ N, 9° 25′ 0″ O      | Pfarrhaus, Schule        | Das Haus wurde 1867 erbaut. | 31113109 |      |
| Lüttringhäuser Straße 15 52° 19′ 15″ N, 9° 25′ 5″ O     | Hallenhaus               | Das Haus kommt aus der Gegend um Bückeburg und wurde 1981 hierher umgesetzt.                                                                                     | 31113126 |      |

## Barrigsen

### Gruppe: Hofanlage Am Hänken 4
Die Gruppe „Hofanlage Am Hänken 4“ hat die ID 31076277.

| Lage                                              | Bezeichnung  | Beschreibung | ID       | Bild |
| ------------------------------------------------- | ------------ | ------------ | -------- | ---- |
| Am Hänken 2 52° 21′ 33″ N, 9° 29′ 59″ O           | Wohnhaus     |              | 31113143 |      |
| Am Hänken 4 52° 21′ 32″ N, 9° 30′ 0″ O            | Wohnhaus     |              | 31113187 |      |
| Am Hänken 4 52° 21′ 31″ N, 9° 30′ 0″ O            | Stall        |              | 31113213 |      |
| Am Hänken 4 52° 21′ 31″ N, 9° 29′ 59″ O           | Remise       |              | 31113364 | BW   |
| Ostermunzeler Straße 2 52° 21′ 30″ N, 9° 30′ 0″ O | Altenteiler  |              | 31113455 | BW   |
| Am Hänken 4 52° 21′ 32″ N, 9° 30′ 1″ O            | Bauerngarten |              | 31113382 | BW   |
| Am Hänken 4 52° 21′ 32″ N, 9° 29′ 58″ O           | Einfriedung  |              | 31113400 |      |

### Gruppe: Kokemühle
Die Gruppe „Kokemühle“ hat die ID 31076007.

| Lage                                  | Bezeichnung   | Beschreibung                                                                               | ID       | Bild |
| ------------------------------------- | ------------- | ------------------------------------------------------------------------------------------ | -------- | ---- |
| Kokemühle 52° 21′ 29″ N, 9° 28′ 57″ O | Mühlengebäude | Hier ist eine Mühle seit 1405 nachgewiesen, das heutige Gebäude stammt aus dem Jahre 1780. | 31113046 |      |
| Kokemühle 52° 21′ 29″ N, 9° 28′ 58″ O | Wohnhaus      |                                                                                            | 31113067 |      |
| Kokemühle 52° 21′ 30″ N, 9° 28′ 57″ O | Scheune       |                                                                                            | 31113088 |      |
| Kokemühle 52° 21′ 30″ N, 9° 28′ 56″ O | Stall         |                                                                                            | 31118626 |      |

### Einzeldenkmale
| Lage                                               | Bezeichnung              | Beschreibung | ID       | Bild |
| -------------------------------------------------- | ------------------------ | ------------ | -------- | ---- |
| K 245 52° 21′ 49″ N, 9° 29′ 58″ O                  | Brücke                   |              | 31118515 |      |
| Im Wieh 7 52° 21′ 38″ N, 9° 30′ 3″ O               | Wohn-/Wirtschaftsgebäude |              | 31112946 |      |
| Ostermunzeler Straße 52° 21′ 36″ N, 9° 29′ 59″ O   | Gefallenendenkmal        |              | 31113421 |      |
| Ostermunzeler Straße 8 52° 21′ 35″ N, 9° 30′ 1″ O  | Hallenhaus               |              | 31113438 | BW   |
| Ostermunzeler Straße 10 52° 21′ 36″ N, 9° 30′ 2″ O | Hallenhaus               |              | 31113029 |      |
| Zur Kokemühle 3 52° 21′ 37″ N, 9° 29′ 57″ O        | Wohnhaus                 |              | 31113475 |      |
| Zur Kokemühle 4 52° 21′ 38″ N, 9° 29′ 55″ O        | Wohnhaus                 |              | 31113492 |      |
| Zur Kokemühle 4 52° 21′ 38″ N, 9° 29′ 57″ O        | Längsdurchfahrtscheune   |              | 31113492 |      |

## Barsinghausen

### Gruppe: Kloster Barsinghausen
Die Gruppe „Kloster Barsinghausen“ hat die ID 31075955.

| Lage                                       | Bezeichnung    | Beschreibung | ID       | Bild           |
| ------------------------------------------ | -------------- | --- | -------- | -------------- |
| Bergamtstraße 8 52° 18′ 3″ N, 9° 27′ 38″ O | Klostergebäude | Das Kloster Barsinghausen wurde erstmals 1193 urkundlich erwähnt. Es wurde von Graf Wedekind von Schwalenberg einige Jahre zuvor als Doppelkloster gestiftet, ab 1229 verzeichnet die Chronik aber ausschließlich Nonnen. Es ist das älteste der fünf im ehemaligen Fürstentum Calenberg gelegenen Frauenklöster. 1543 wurde im Kloster die Reformation eingeführt, das Kloster wurde in die Klosterkammer Hannover überführt. | 31118463 | Weitere Bilder |
| Bergamtstraße 8 52° 18′ 5″ N, 9° 27′ 37″ O | Klostergarten  | | 31114333 |                |
| Bergamtstraße 8 52° 18′ 6″ N, 9° 27′ 37″ O | Mauer          | Hohe Bruchsteinmauer um den Klostergarten | 31114352 |                |
| Glockenstraße 52° 18′ 6″ N, 9° 27′ 41″ O   | Glockenturm    | Der Turm wurde nach dem Dreißigjährigen Krieg im Jahre 1668 errichtet. Im Jahre 1953 wurde der Turm um zwei Geschosse erhöht. | 31114491 | Weitere Bilder |
| Kirchstraße 52° 18′ 4″ N, 9° 27′ 40″ O     | Klosterkirche  | Marienkirche Barsinghausen am Mont-Saint-Aignan-Platz. Die Klosterkirche ist eine Hallenkirche auf kreuzförmigem Grundriss. Vom Langhaus wurde nur ein Joch vollendet; weitere Joche waren vorgesehen, wie Ausgrabungen nachgewiesen haben. Architektonisch ist das Gebäude vom Übergangsstil von der Romanik zur Gotik geprägt.                                                                                               | 31114620 | Weitere Bilder |

### Gruppe: Altenhofstraße
Die Gruppe „Altenhofstraße“ hat die ID 31075935.

| Lage                                          | Bezeichnung | Beschreibung                | ID       | Bild |
| --------------------------------------------- | ----------- | --------------------------- | -------- | ---- |
| Altenhofstraße 15 52° 18′ 4″ N, 9° 27′ 32″ O  | Wohnhaus    | Das Haus wurde 1737 erbaut. | 31113326 |      |
| Altenhofstraße 15 52° 18′ 5″ N, 9° 27′ 32″ O  | Schuppen    |                             | 31113308 | BW   |
| Altenhofstraße 15 52° 18′ 5″ N, 9° 27′ 31″ O  | Schmiede    |                             | 31113287 | BW   |
| Altenhofstraße 15A 52° 18′ 4″ N, 9° 27′ 32″ O | Wohnhaus    |                             | 31113346 |      |
| Altenhofstraße 21 52° 18′ 3″ N, 9° 27′ 33″ O  | Wohnhaus    |                             | 31113615 |      |
| Altenhofstraße 23 52° 18′ 3″ N, 9° 27′ 33″ O  | Wohnhaus    |                             | 31113633 |      |
| Altenhofstraße 25 52° 18′ 2″ N, 9° 27′ 34″ O  | Wohnhaus    |                             | 31113651 |      |
| Altenhofstraße 27 52° 18′ 2″ N, 9° 27′ 34″ O  | Wohnhaus    |                             | 31114148 |      |

### Einzeldenkmale
| Lage                                           | Bezeichnung                          | Beschreibung | ID       | Bild           |
| ---------------------------------------------- | ------------------------------------ | --- | -------- | -------------- |
| Altenhofstraße 1B 52° 18′ 10″ N, 9° 27′ 31″ O  | Klosterkrug                          | Das Haus wurde 1673 als Hospiz erbaut. Später wurde daraus der Klosterkrug, das Bier wurde im Kloster gebraut. Das Haus wird auch heute noch als Restaurant genutzt. | 31113526 |                |
| Altenhofstraße 13 52° 18′ 6″ N, 9° 27′ 32″ O   | Wohnhaus                             | Das Haus wurde 1737 erbaut. | 31113269 |                |
| Am Waldhof 52° 17′ 57″ N, 9° 27′ 36″ O         | Gefallenendenkmal                    | Das „den Toten der Weltkriege“ gewidmete Gefallenendenkmal Barsinghausen steht am Hang des Deisters oberhalb des Ortskerns. Der Entwurf wird dem Berliner Bildhauer Hans Dammann zugeschrieben Die Einweihung war am 18. August 1929. | 31114166 | Weitere Bilder |
| Bahnhofstraße 52° 18′ 11″ N, 9° 28′ 2″ O       | Friedhof                             | | 31114183 | Weitere Bilder |
| Bahnhofstraße 6 52° 18′ 11″ N, 9° 27′ 55″ O    | Wohnhaus                             | | 31114201 |                |
| Bahnhofstraße 14 52° 18′ 14″ N, 9° 27′ 56″ O   | Wohnhaus                             | Das Wohnhaus wurde um 1900 erbaut. | 31114218 |                |
| Bergamtstraße 52° 18′ 1″ N, 9° 27′ 42″ O       | Kriegerdenkmal                       | Das Kriegerdenkmal Barsinghausen ist dem Andenken Kaiser Wilhelms des Grossen und seinen tapferen Kriegern 1870=1871 1864=1866 gewidmet von der Gemeinde Barsinghausen 22 Maerz 1897 (so die Inschriften) | 31114235 | Weitere Bilder |
| Bergamtstraße 1 52° 18′ 0″ N, 9° 27′ 48″ O     | Villa                                | | 31114252 |                |
| Bergamtstraße 2 52° 18′ 0″ N, 9° 27′ 47″ O     | Wohnhaus                             | | 31114269 |                |
| Bergamtstraße 3 52° 17′ 59″ N, 9° 27′ 45″ O    | Pädagogium                           | | 31114293 |                |
| Bergamtstraße 5 52° 18′ 2″ N, 9° 27′ 42″ O     | Rathaus                              | | 31114310 | Weitere Bilder |
| Bergstraße 27 52° 17′ 52″ N, 9° 27′ 14″ O      | Anna-Forcke-Stift                    | Anna-Forcke-Stift | 31114389 | Weitere Bilder |
| Bergstraße 29 52° 17′ 51″ N, 9° 27′ 16″ O      | Villa                                | | 31114405 |                |
| Deisterstraße 52° 17′ 50″ N, 9° 27′ 38″ O      | Gedenkstein                          | Jeanette Levisohn. Der zwischenzeitlich einzig verbliebene Grabstein des Alten Jüdischen Friedhofs. | 31114422 |                |
| Deisterstraße 3 52° 18′ 3″ N, 9° 27′ 51″ O     | Gemeindehaus                         | Das Gebäude wird vom Evangelischen Pfarramt St. Marien genutzt. | 31114439 |                |
| Deisterstraße 9 52° 17′ 57″ N, 9° 27′ 48″ O    | Villa Glückauf                       | Die Villa wurde im Jahr 1905 erbaut, zu der Zeit hatte der Bergbau in Barsinghausen eine hohe Bedeutung. Auffallend ist der Risalit in der Mitte mit einem runden Giebel. | 31114456 |                |
| Glockenstraße 5 52° 18′ 5″ N, 9° 27′ 35″ O     | Villa                                | | 31114508 |                |
| Im Fuchsbachtal 52° 17′ 27″ N, 9° 26′ 52″ O    | Kaisereiche / Kaiser-Wilhelm-Denkmal | Die Kaisereiche Barsinghausen wurde zum 100. Geburtstag von Kaiser Wilhelm I. am 22. März 1897 gepflanzt. Am Fuß ein Denkmal des Landwehrkrieger-Vereins. 149 cm hohe und 75 cm breite Sandsteinstele, im oberen Bereich als mit Eichenlaub umgebenes, mit dem Buchstaben „W“ versehenes Tatzenkreuz auf zusammengesetzten Bruchsteinen gestaltet. Darunter die Widmungsinschrift. | 31114525 | Weitere Bilder |
| Im Fuchsbachtal 52° 17′ 28″ N, 9° 26′ 50″ O    | Unterer Sammannstollen               | | 31114543 |                |
| Kaltenbornstraße 8 52° 18′ 14″ N, 9° 27′ 27″ O | Wohnhaus                             | | 31114567 |                |
| Kirchdorfer Straße 52° 18′ 1″ N, 9° 29′ 8″ O   | Friedhof                             | Der Neue jüdische Friedhof Barsinghausen wurde wahrscheinlich von 1912 bis 1944 belegt. | 31114601 | Weitere Bilder |
| Königsallee 52° 18′ 16″ N, 9° 26′ 25″ O        | Grenzsteine                          | Westlich des Bullerbachs, entlang Königsallee und Bullerbachweg, markiert eine Reihe von Grenzsteinen aus dem Jahr 1755 (weitere aus 1763 und 1842) die Grenze der Forstinteressenschaft Barsinghausen-Altenhof (ex. Gemeindeforst) und der Staatsforst Hohenbostel. | 31114640 |                |
| Marktstraße 10 52° 18′ 7″ N, 9° 27′ 48″ O      | Kaufhaus                             | Der um 1915 errichtete dreigeschossige Massivbau war Barsinghausens erstes Kaufhaus | 31114675 |                |
| Osterstraße 7A 52° 18′ 7″ N, 9° 27′ 59″ O      | Kreuzstein                           | Kreuzstein Barsinghausen: „ANNO 163 / DEN 3 MAY VOR / MITTAGS ZWIS / CHEN 1 VND 2 VHR / IST HEINRICH SCHEIN / VON 3 MORDEREN VN / STRASSENREVBERN AVF / DIESER STEDE NIEDERG / MACHET VND ENTLEIB / WORDEN SEINES ALTER / IM 27 IAHR“ | 31114778 | Weitere Bilder |
| Osterstraße 18 52° 18′ 8″ N, 9° 28′ 5″ O       | Wohnhaus                             | | 31114794 |                |
| Osterstraße 19 52° 18′ 6″ N, 9° 28′ 10″ O      | Gaststätte                           | | 31114811 |                |
| Poststraße 8 52° 18′ 16″ N, 9° 27′ 51″ O       | Wohnhaus                             | | 31114828 |                |
| Poststraße 12 52° 18′ 16″ N, 9° 27′ 49″ O      | Wohnhaus                             | | 31114845 |                |
| Rehrbrinkstraße 3 52° 18′ 13″ N, 9° 27′ 32″ O  | Wohnhaus                             | | 31114862 |                |
| Rehrbrinkstraße 9 52° 18′ 20″ N, 9° 27′ 34″ O  | Villa                                | | 31114879 |                |
| Rehrbrinkstraße 20 52° 18′ 22″ N, 9° 27′ 36″ O | Wohnhaus                             | | 31114896 |                |

## Eckerde

### Gruppe: Gutsanlage Alte Dorfstraße 2
Das Rittergut Eckerde I befindet sich seit über 500 Jahren ohne Unterbrechung im Besitz der gleichen Familie. Das Gutshaus wurde 1890 nach einem Brand wiederaufgebaut. Die Gruppe „Gutsanlage Alte Dorfstraße 2“ hat die ID 31076019.

| Lage                                          | Bezeichnung        | Beschreibung        | ID       | Bild           |
| --------------------------------------------- | ------------------ | ------------------- | -------- | -------------- |
| Alte Dorfstraße 2 52° 19′ 30″ N, 9° 30′ 55″ O | Herrenhaus         | Rittergut Eckerde I | 31114913 | Weitere Bilder |
| Alte Dorfstraße 2 52° 19′ 32″ N, 9° 30′ 54″ O | Scheune / Kuhstall |                     | 31114956 |                |
| Alte Dorfstraße 2 52° 19′ 32″ N, 9° 30′ 59″ O | Scheune            |                     |          |                |
| Alte Dorfstraße 2 52° 19′ 31″ N, 9° 30′ 57″ O | Wirtschaftsgebäude |                     | 31115038 |                |
| Alte Dorfstraße 2 52° 19′ 32″ N, 9° 31′ 1″ O  | Mausoleum          |                     | 31114994 |                |
| Alte Dorfstraße 2 52° 19′ 27″ N, 9° 30′ 54″ O | Park               |                     | 31115019 |                |

### Einzeldenkmale
| Lage                                           | Bezeichnung              | Beschreibung | ID       | Bild           |
| ---------------------------------------------- | ------------------------ | --- | -------- | -------------- |
| Alte Dorfstraße 6 52° 19′ 33″ N, 9° 31′ 5″ O   | Vierständerbau           | | 31115056 |                |
| Alte Dorfstraße 10 52° 19′ 34″ N, 9° 31′ 7″ O  | Dorfschmiede             | | 31115073 |                |
| Alte Dorfstraße 12 52° 19′ 33″ N, 9° 31′ 8″ O  | Majors- oder Damenhaus   | Sogenanntes Majors- oder Damenhaus                                                                                   | 31115092 |                |
| Alte Dorfstraße 12 52° 19′ 34″ N, 9° 31′ 8″ O  | Wohn-/Wirtschaftsgebäude | | 31115111 |                |
| Gehrdener Straße 2 52° 19′ 36″ N, 9° 31′ 16″ O | Herrenhaus               | Herrenhaus des Ritterguts Eckerde II. Die beiden Rittergüter im Ort werden oft durch römische Ziffern unterschieden. | 31115147 | Weitere Bilder |

## Egestorf

### Gruppe: Friedhof Stoppstraße
Die Gruppe „Friedhof Stoppstraße“ hat die ID 31076051.

| Lage                                    | Bezeichnung | Beschreibung | ID       | Bild |
| --------------------------------------- | ----------- | ------------ | -------- | ---- |
| Stoppstraße 52° 17′ 19″ N, 9° 29′ 59″ O | Friedhof    |              | 31113820 |      |

### Gruppe: Gutsanlage Nienstedter Straße
Die Gruppe „Gutsanlage Nienstedter Straße“ hat die ID 31076030.

| Lage                                             | Bezeichnung | Beschreibung | ID       | Bild           |
| ------------------------------------------------ | ----------- | --- | -------- | -------------- |
| Nienstedter Straße 31 52° 17′ 7″ N, 9° 30′ 19″ O | Herrenhaus  | Das Herrenhaus des Obergutes Egestorf ist im 18. Jahrhundert (vor 1787) errichtet worden, möglicherweise auf Resten eines Vorgängerbaus aus dem 17ten Jahrhundert. | 31115226 | Weitere Bilder |
| Nienstedter Straße 31 52° 17′ 3″ N, 9° 30′ 23″ O | Park        | | 31113704 |                |

### Gruppe: Gutsanlage Schmiedestraße 15
Die Gruppe „Gutsanlage Schmiedestraße 15“ hat die ID 31076041.

| Lage                                         | Bezeichnung | Beschreibung | ID       | Bild           |
| -------------------------------------------- | ----------- | --- | -------- | -------------- |
| Schmiedestraße 15 52° 17′ 26″ N, 9° 31′ 3″ O | Herrenhaus  | Das Herrenhaus des Unterguts Egestorf ist ein schlichter zweistöckiger Fachwerkbau der vermutlich im 18. Jh. errichtet wurde. | 31113740 | Weitere Bilder |
| Schmiedestraße 15 52° 17′ 27″ N, 9° 31′ 4″ O | Speicher    | Das Nebengebäude (Speicher) des Unterguts soll aus dem Jahr 1598 stammen.                                                     | 31113760 |                |
| Schmiedestraße 15 52° 17′ 27″ N, 9° 31′ 2″ O | Mauer       | | 31113780 | BW             |

### Einzeldenkmale
| Lage                                                   | Bezeichnung        | Beschreibung | ID       | Bild           |
| ------------------------------------------------------ | ------------------ | --- | -------- | -------------- |
| Nienstedter Straße 7 52° 17′ 16″ N, 9° 30′ 38″ O       | Kapelle            | Die Kapelle wurde 1835 aus Sandstein errichtet. Im Jahre 1913 wurde sie zur Kirche erweitert. Auf dem Dach befindet sich eine Laterne.                                                                                              | 31115192 | Weitere Bilder |
| Nienstedter Straße 14 52° 17′ 14″ N, 9° 30′ 31″ O      | Hallenhaus         | Laut Inschrift erbaut 1796. Heute als Geschäftshaus genutzt. | 31115209 |                |
| Staatsforst (Stockbachtal) 52° 16′ 23″ N, 9° 29′ 53″ O | Stollenmundloch    | Mundloch des Egestorfer Stollen | 31115169 | Weitere Bilder |
| Staatsforst 52° 16′ 15″ N, 9° 30′ 42″ O                | Stollenmundloch    | Mundloch des König-Wilhelm-Stollen Egestorf, auch Eisenbahner-Stollen genannt. | 31118672 | Weitere Bilder |
| Stoppstraße/Weberstraße 52° 17′ 23″ N, 9° 29′ 57″ O    | Ehrenmal           | Kriegerdenkmal Egestorf, Ehrenmal für die Egestorfer Gefallenen des Deutsch-Französischen Krieges 1870/71. Ein weiteres Ehrenmal für die Toten der Völkerschlacht und die der Weltkriege steht bei der Försterbrücke am Deisterrand | 31113855 | Weitere Bilder |
| Stoppstraße 20 52° 17′ 24″ N, 9° 30′ 13″ O             | Verwaltungsgebäude | In dem Gebäude befand sich bis 1867 die Bergwerksverwaltung der Kohlebergwerke am Deister. Es wurde im ersten Drittel des 19. Jahrhunderts erbaut. Das Haus wurde auch als Forsthaus genutzt.                                       | 31113838 |                |
| Wennigser Straße 7 52° 17′ 23″ N, 9° 30′ 43″ O         | Hof                | | 31115266 |                |
| Wennigser Straße 42 52° 17′ 16″ N, 9° 30′ 55″ O        | Hallenhaus         | Das Wohnhaus des Hofes wurde 1841 erbaut. | 31115283 |                |
| Wennigser Straße 54 52° 17′ 8″ N, 9° 30′ 51″ O         | Stollen            | Kniggenbrinker Tiefer Stollen | 31118806 | BW             |
| Winkelstraße 9 52° 17′ 26″ N, 9° 30′ 50″ O             | Hallenhaus         | Das Haupthaus des Hofes wurde 1750 errichtet. | 31115317 |                |

## Göxe

### Einzeldenkmale
| Lage                                           | Bezeichnung              | Beschreibung | ID       | Bild |
| ---------------------------------------------- | ------------------------ | --- | -------- | ---- |
| Am Kucksberg 52° 20′ 31″ N, 9° 32′ 28″ O       | Gedenkstätte             | Das Ehrenmal wurde für die Gefallenen der Weltkriege errichtet.                                                   | 31115334 |      |
| Golterner Straße 3 52° 20′ 25″ N, 9° 32′ 53″ O | Wohnhaus                 | Das Vierständerhaus wurde wahrscheinlich 1709 erbaut und ist somit das älteste Haus in Göxe.                      | 31115351 |      |
| Golterner Straße 23 52° 20′ 25″ N, 9° 33′ 1″ O | Wohn-/Wirtschaftsgebäude | Um 1900 errichteter eingeschossiger Ziegelbau.                                                                    | 31115368 |      |
| Kampweg 6 52° 20′ 29″ N, 9° 32′ 59″ O          | Wohn-/Wirtschaftsgebäude | Haupthaus des Hofes. Das Wohnhaus des Hofes ist ein Vierständerhaus und wurde Anfang des 19. Jahrhunderts erbaut. | 31115420 |      |

## Großgoltern

### Gruppe: Rittergut Großgoltern
Die Gruppe „Rittergut Großgoltern“ hat die ID 31076061.
| Lage                                     | Bezeichnung | Beschreibung                                                 | ID       | Bild           |
| ---------------------------------------- | ----------- | ------------------------------------------------------------ | -------- | -------------- |
| Gutsstraße 8 52° 19′ 56″ N, 9° 29′ 50″ O | Herrenhaus  | Rittergut Großgoltern                                        | 31116052 | Weitere Bilder |
| Gutsstraße 8 52° 19′ 58″ N, 9° 29′ 50″ O | Park        |                                                              | 31116072 |                |
| Gutsstraße 8 52° 19′ 55″ N, 9° 29′ 49″ O | Graft       |                                                              | 31116109 |                |
| Gutsstraße 8 52° 19′ 56″ N, 9° 29′ 52″ O | Brücke      | Graftbrücke                                                  | 31119635 | BW             |
| Gutsstraße 8 52° 19′ 56″ N, 9° 29′ 49″ O | Brücke      | Graftbrücke                                                  | 31118695 |                |
| Gutsstraße 8 52° 19′ 56″ N, 9° 29′ 45″ O | Allee       | Abschnitt der Kastanienallee zwischen Bullerbach und Gutstor | 31116090 | Weitere Bilder |

### Gruppe: St. Blasius-Kirche und Kirchhof
Die Gruppe „St. Blasius-Kirche und Kirchhof“ hat die ID 31076071.
| Lage                                      | Bezeichnung | Beschreibung | ID       | Bild           |
| ----------------------------------------- | ----------- | --- | -------- | -------------- |
| Hauptstraße 23 52° 19′ 57″ N, 9° 30′ 2″ O | Kirche      | Seit 1181 gibt es hier eine Kirche. Die jetzige Kirche St. Blasius Großgoltern wurde von 1750 bis 1754 erbaut. Der Turm stammt aus dem 14. Jahrhundert. | 31116128 | Weitere Bilder |
| Hauptstraße 23 52° 19′ 57″ N, 9° 30′ 2″ O | Kirchhof    | | 31116148 |                |

### Einzeldenkmale
| Lage                                                   | Bezeichnung              | Beschreibung | ID       | Bild           |
| ------------------------------------------------------ | ------------------------ | --- | -------- | -------------- |
| Eckerder Straße 52° 19′ 51″ N, 9° 30′ 21″ O            | Leichenhalle             | Die Leichenhalle wurde 1908 als Alte Friedhofskapelle Großgoltern erbaut. Es ist ein Ziegelbau mit Satteldach, die Giebel sind abgetreppt. | 31116016 | Weitere Bilder |
| Eckerder Straße/Lönsstraße 52° 19′ 51″ N, 9° 30′ 17″ O | Kreuzstein               | Die Kreuzsteine Großgoltern wurden im 15. Jahrhundert aufgestellt. Der Grund für die Errichtung der Steine ist nicht bekannt.              | 31116033 | Weitere Bilder |
| Grimmsmühle 45 52° 19′ 19″ N, 9° 28′ 38″ O             | Wassermühle              | Die Grimmsmühle wurde in der zweiten Hälfte des 19. Jahrhunderts erbaut.                                                                   | 31119234 |                |
| Grimmsmühle 45 52° 19′ 17″ N, 9° 28′ 38″ O             | Stauwiese                | | 31118902 | BW             |
| Gutsstraße 20 52° 19′ 48″ N, 9° 29′ 55″ O              | Scheune                  | Längsdurchfahrtsscheune | 31116359 |                |
| Hauptstraße 39 52° 20′ 3″ N, 9° 30′ 6″ O               | Wohn-/Wirtschaftsgebäude | | 31116236 |                |
| Hauptstraße 43 52° 20′ 6″ N, 9° 30′ 8″ O               | Wohnhaus                 | | 31116253 |                |
| Hauptstraße 51 52° 20′ 8″ N, 9° 30′ 11″ O              | Wohnhaus                 | | 31116270 |                |
| Kastanienallee 52° 19′ 58″ N, 9° 29′ 3″ O              | Erbbegräbnis             | Erbbegräbnis von Alten | 31116287 | BW             |
| Lönsstraße 5 52° 19′ 51″ N, 9° 30′ 18″ O               | Wohnhaus                 | Die geschlossene Hofanlage entstand um das Jahr 1900.                                                                                      | 31116305 |                |

## Groß Munzel
| Lage                                              | Bezeichnung          | Beschreibung | ID | Bild           |
| ------------------------------------------------- | -------------------- | --- | -- | -------------- |
| Am Steinhof 52° 21′ 54″ N, 9° 28′ 30″ O           | Ehrenmal             | Inschrift: 'Allen Toten beider Kriege' |    |                |
| Am Steinhof 52° 21′ 53″ N, 9° 28′ 30″ O           | Kirche St. Michaelis | Die Kirche wurde 1288 erwähnt. Nach drei Bränden im 18. Jahrhundert wurde die Kirche von 1801 bis 1804 erbaut. Der Turm wurde im Jahre 1823 auf Resten des alten Turmes errichtet. |    | Weitere Bilder |
| Am Steinhof 4 52° 21′ 53″ N, 9° 28′ 28″ O         | Pfarrhaus            | |    |                |
| An der Zuckerfabrik 7 52° 21′ 55″ N, 9° 28′ 32″ O |                      | |    |                |
| Osterende 5 52° 21′ 57″ N, 9° 28′ 46″ O           | Haus                 | Das Haus wurde 1841 erbaut. |    |                |
| Osterende 7 52° 21′ 56″ N, 9° 28′ 48″ O           |                      | |    |                |
| Osterende 12 52° 21′ 52″ N, 9° 28′ 50″ O          | Speicher             | Die Hofstelle hat den großen Brand 1787 überstanden. Der um 1700 errichtete Speicher steht unter Denkmalschutz.                                                                    |    |                |
| Osterende 16 52° 21′ 56″ N, 9° 28′ 53″ O          |                      | |    |                |
| Osterende 17 52° 21′ 57″ N, 9° 28′ 55″ O          |                      | |    |                |
| Osterende 22 52° 21′ 55″ N, 9° 28′ 58″ O          |                      | |    |                |
| Osterende 24 52° 21′ 56″ N, 9° 28′ 59″ O          |                      | |    |                |
| Osterende 31 52° 21′ 59″ N, 9° 29′ 14″ O          | Wohnhaus             | Das Wohnhaus einer Hofanlage wurde 1907 errichtet. |    |                |
| Spielburg 12 52° 21′ 55″ N, 9° 28′ 32″ O          |                      | |    |                |
| Westerhagen 4+6 52° 21′ 56″ N, 9° 28′ 42″ O       |                      | |    |                |
| Westerhagen 5 52° 21′ 55″ N, 9° 28′ 39″ O         |                      | |    |                |
| Westerhagen 15 52° 21′ 54″ N, 9° 28′ 32″ O        |                      | Der zweistöckige Wandständerbau ist Teil des Ensembles um die Kirche. |    |                |
| Westerhagen 19 52° 21′ 55″ N, 9° 28′ 27″ O        | Gut                  | Das Gut wurde 1580 gegründet. |    |                |
| Westerhagen 20 52° 21′ 55″ N, 9° 28′ 32″ O        |                      | |    |                |
| Westerhagen 52° 21′ 53″ N, 9° 28′ 9″ O            | Park                 | Anfang des 19. Jahrhunderts angelegter Gutspark. |    | BW             |
| Westerhagen 52° 21′ 52″ N, 9° 28′ 0″ O            | Mausoleum            | Erbbegräbnis derer von Hugo. Errichtet 1848 aus Bruchstein in neugotischen Stil.                                                                                                   |    | BW             |
| 52° 21′ 51″ N, 9° 29′ 50″ O                       | Friedhof             | Jüdischer Friedhof Groß Munzel. Auf dem 4 Ar großen Areal stehen 24 Grabsteine. |    |                |

## Hohenbostel
| Lage                                             | Bezeichnung             | Beschreibung | ID | Bild |
| ------------------------------------------------ | ----------------------- | --- | -- | ---- |
| An der Kirche 52° 19′ 9″ N, 9° 25′ 52″ O         | Ehrenmal                | Das Ehrenmal zeigt die Namen der Gefallenen des Ortes im Ersten Weltkrieg vorn, die des Zweiten Weltkriegs an den Seiten. |    |      |
| An der Kirche 3 52° 19′ 8″ N, 9° 25′ 52″ O       | Kirche                  | Die St.-Thomas-Kirche Hohenbostel wurde Ende des 12. Jahrhunderts auf einer Anhöhe errichtet. Der Chor wurde 1463 ergänzt. Wegen starker Beschädigungen wurde das Kirchenschiff 1653 bis auf die Grundmauern erneuert. Der Turmhelm stammt aus dem Jahr 1928. |    |      |
| An der Kirche 6 52° 19′ 9″ N, 9° 25′ 48″ O       | Wohn/Wirtschaftsgebäude | Das Gebäude in Vierständerbauweise wurde 1780 errichtet. |    |      |
| Heerstraße 52° 19′ 15″ N, 9° 25′ 56″ O           | Friedhof                | |    |      |
| Nenndorfer Straße 62 52° 19′ 10″ N, 9° 25′ 51″ O | Gaststätte              | |    |      |
| Zur Heisterburg 52° 18′ 29″ N, 9° 25′ 19″ O      | Stollen                 | |    |      |

## Holtensen
| Lage                                       | Bezeichnung    | Beschreibung | ID | Bild |
| ------------------------------------------ | -------------- | --- | -- | ---- |
| Am Kampe 2 52° 23′ 10″ N, 9° 29′ 9″ O      | Hofanlage      | Das Wohnhaus wurde 1817 erbaut, die Scheune 1864 |    |      |
| Am Schafanger 5 52° 23′ 17″ N, 9° 29′ 1″ O | Vierständerbau | 1837 errichtetes Haupthaus einer kleineren Hofstelle |    |      |
| Bultfeld 52° 23′ 13″ N, 9° 29′ 21″ O       | Ehrenmal       | Das Ehrenmal des Ortes für die (beiden) Gefallenen im Ersten Weltkrieg wurde um die Tafel mit den Namen der im Zweiten Weltkrieg Gefallenen ergänzt.                                                        |    |      |
| Bultfeld 1 52° 23′ 12″ N, 9° 29′ 19″ O     | Schule         | Das Backsteingebäude wurde 1871 erbaut und 1955 durch einen Neubau ersetzt und verkauft. Das Klassenzimmer befand sich in einem Teil des Erdgeschosses, der Rest des Gebäudes wurde bewohnt.                |    |      |
| Bultfeld 2 52° 23′ 9″ N, 9° 29′ 19″ O      | Hofanlage      | Die Längsdurchfahrtscheune wurde 1898 errichtet, die übrigen Gebäude der Hofanlage 1923. Das Anwesen wird von der Lebenshilfe Seelze genutzt. 2016 wurde im renovierten Torhaus ein Café/Hofladen eröffnet. |    |      |

## Kirchdorf
| Lage                                      | Bezeichnung | Beschreibung                                                | ID | Bild           |
| ----------------------------------------- | ----------- | ----------------------------------------------------------- | -- | -------------- |
| Angerstraße 3 52° 17′ 56″ N, 9° 30′ 7″ O  | Wohnhaus    |                                                             |    |                |
| Landstraße 52° 17′ 58″ N, 9° 30′ 6″ O     | Kirche      | Heilig-Kreuz-Kirche Kirchdorf                               |    | Weitere Bilder |
| Landstraße 52° 17′ 58″ N, 9° 30′ 6″ O     | Ehrenmal    |                                                             |    |                |
| Landstraße 77 52° 17′ 56″ N, 9° 29′ 58″ O | Wohnhaus    | Wohnhaus einer Hofanlage, bis 1904 Kirchdorfer Klostermühle |    |                |
| Landstraße 82 52° 17′ 54″ N, 9° 29′ 59″ O | Wohnhaus    |                                                             |    |                |
| Wemelstraße 2 52° 18′ 0″ N, 9° 30′ 4″ O   | Schulhaus   | Ehemaliges Küsterhaus, diente zeitweise auch als Schulhaus. |    |                |
| Wemelstraße 4 52° 18′ 1″ N, 9° 30′ 3″ O   | Pfarrhaus   |                                                             |    |                |

## Landringhausen
| Lage                                           | Bezeichnung     | Beschreibung | ID | Bild |
| ---------------------------------------------- | --------------- | --- | -- | ---- |
| Niedernfeldstraße 52° 21′ 21″ N, 9° 27′ 48″ O  | Kirche          | Die Severin-Kirche wurde 1752/53 wegen Baufälligkeit fast komplett abgerissen und neu errichtet. Ein vom Vorgängerbau übernommener Sandsteinquader im Turm trägt die Jahreszahl 1539. |    |      |
| Niedernfeldstraße 52° 21′ 21″ N, 9° 27′ 49″ O  | Ehrenmal        | |    |      |
| Westerfeldstraße 1 52° 21′ 33″ N, 9° 27′ 48″ O | Fachwerkgebäude | Das Gebäude wurde 1858 errichtet. |    |      |
| Westerfeldstraße 4 52° 21′ 23″ N, 9° 27′ 43″ O | Wohnhaus        | Das 1719 gebaute, seitdem aber stark veränderte, Fachwerkhaus ist das älteste datierte Haus des Ortes.                                                                                |    |      |
| Zum Wall 8 52° 21′ 26″ N, 9° 27′ 41″ O         | Wohnhaus        | Das Wohn/Wirtschaftsgebäude wurde 1803 erbaut. |    |      |
| Zum Wall 10 52° 21′ 25″ N, 9° 27′ 40″ O        | Wohnhaus        | Das Altenteilerhaus stammt aus dem Jahr 1838. |    |      |

## Langreder
| Lage                                         | Bezeichnung | Beschreibung | ID | Bild           |
| -------------------------------------------- | ----------- | --- | -- | -------------- |
| Hagenstraße 15 52° 18′ 30″ N, 9° 32′ 5″ O    | Hof         | |    |                |
| Hagenstraße 19 52° 18′ 30″ N, 9° 32′ 4″ O    | Hof         | |    |                |
| Hagenstraße 21 52° 18′ 31″ N, 9° 32′ 5″ O    | Hof         | |    |                |
| Kapellenstraße 2 52° 18′ 15″ N, 9° 31′ 52″ O | Gut         | Das Herrenhaus aus der ersten Hälfte des 18ten Jahrhunderts wurde um 1854 erweitert. Die ehemalige Fachwerkscheune wurde zu einem Wohnhaus umgebaut. |    |                |
| Kapellenstraße 4 52° 18′ 15″ N, 9° 31′ 52″ O | Wohnhaus    | Um 1900 errichtetes Wohnhaus einer Hofanlage. |    |                |
| Kapellenstraße 17 52° 18′ 20″ N, 9° 32′ 3″ O | Kapelle     | Kapelle Langreder |    | Weitere Bilder |

## Nordgoltern

### Gruppe: Rittergut Nordgoltern
Die Gruppe „Rittergut Nordgoltern“ hat die ID 31076204.

| Lage                                    | Bezeichnung          | Beschreibung | ID       | Bild |
| --------------------------------------- | -------------------- | --- | -------- | ---- |
| Hofstraße 2 52° 20′ 19″ N, 9° 29′ 47″ O | Einfriedung          | Das Anwesen des Ritterguts Nordgoltern ist zur Bundesstraße und zur Gutsstraße durch eine hohe Bruchsteinmauer aus Wealdensandstein abgegrenzt. In der Mauer zur Bundesstraße gibt es ein zwischen zwei kugelbekrönten Sandsteinpfeilern angebrachtes schmiedeeisernes Tor | 31117309 |      |
| Hofstraße 2 52° 20′ 13″ N, 9° 29′ 44″ O | Park                 | Westlich des Castrums angelegter Gutspark mit seinem mächtigen alten Baumbestand | 31117332 |      |
| Hofstraße 2 52° 20′ 15″ N, 9° 29′ 49″ O | Wirtschaftsgebäude   | Der für das Bild des Gutes bedeutende Ziegelbau wurde Anfang des 20. Jahrhunderts errichtet. | 31119000 |      |
| Hofstraße 2 52° 20′ 15″ N, 9° 29′ 48″ O | Graft                | Die Hauptgebäude des Gutes sind von einem etwa 320 m langen, rechteckig angelegten Wassergraben mit einer Breite von 10 bis 12 m umgeben. Über den Wassergraben, beziehungsweise die Graft, führen drei Brücken. | 31117290 |      |
| Hofstraße 2 52° 20′ 14″ N, 9° 29′ 50″ O | Nördliche Gutsbrücke | Die nördliche Gutsbrücke dient als Zufahrt von der Hofstraße zum Wirtschaftshof des Gutes. Die Bogenbrücke aus behauenen Bruchsteinmauerwerk mit Brüstungen aus großen Sandsteinplatten trägt an ihrer Westseite die Inschrift „Anno 1752“. | 31117351 |      |
| Hofstraße 2 52° 20′ 12″ N, 9° 29′ 49″ O | Brücke am Torhaus    | Die als Zufahrt zu den südlich des Gutes gelegenen Feldern dienende Brücke über den Wassergraben vor dem Torhaus wurde vermutlich Anfang des 18. Jahrhunderts errichtet. Die mitsamt Überbau und Brüstungen aus Sandsteinquadern gemauerte Bogenbrücke ist mit einem Belag aus groben Feldsteinen gepflastert. | 31118647 |      |
| Hofstraße 2 52° 20′ 13″ N, 9° 29′ 45″ O | Brücke zum Park      | In der ersten Hälfte des 20. Jahrhunderts errichtete Brücke. Die aus Sandsteinquadern gebauten Widerlager der Balkenbrücke mit Bohlenbelag sind wohl von einer Vorgängerin, möglicherweise einer Zugbrücke, übernommen. | 31118738 |      |
| Hofstraße 2 52° 20′ 14″ N, 9° 29′ 49″ O | Hofpflasterung       | Die fast vollständig erhaltene Pflasterung ist ein prägendes Element der Gutsanlage | 31119038 |      |
| Hofstraße 2 52° 20′ 12″ N, 9° 29′ 48″ O | Herrenhaus           | Das im Baustil der Weserrenaissance gestaltete, auf die Zeit um 1600 zurückgehende Herrenhaus an der Südseite des Wirtschaftshofs ist ein zweigeschossiges Gebäude mit hohem Souterrain. Dieses und das Untergeschoss sind aus Bruchsteinmauerwerk gebaut. Das Obergeschoss und die drei Erker im steilen Satteldach wurden in Fachwerkbauweise errichtet. Die steilen, massiven Bruchsteingiebel sind mit Profilgesimsen und Kugeldekor gegliedert. Das Gebäude mit etwa 500 Quadratmetern Wohnfläche wurde auf den Gewölbekellern einer alten Wasserburg errichtet. | 31118552 |      |
| Hofstraße 2 52° 20′ 12″ N, 9° 29′ 49″ O | Torhaus              | Das Torhaus schließt östlich an das Herrenhaus an. Das Erdgeschoss des Gebäudes ist aus Bruchstein errichtet. Die beiden Obergeschosse sind aus Fachwerk. Der Schlussstein des Rundbogens der Toröffnung trägt eine lateinische Inschrift, die das Jahr 1713 des Wiederaufbaus und der Erweiterung nennt. | 31118602 |      |
| Hofstraße 2 52° 20′ 12″ N, 9° 29′ 49″ O | Kapelle              | Ursprünglich war die Nordgolterner Gutskapelle ein über einem zweischiffigen Sockelgeschoss mit Kreuzgratgewölbe errichteter Saalbau mit großen Rundbogenfenstern und einem Satteldach. Nach einem Brand gegen Ende des 19. Jahrhunderts wurden einige Fenster der Kapelle mit Backsteinen vermauert. Das Gebäude wurde mit hölzernen Kornböden versehen und wurde noch in den 1980er Jahren als Getreidespeicher genutzt. | 31118577 |      |
| Hofstraße 2 52° 20′ 13″ N, 9° 29′ 50″ O | Wirtschaftsgebäude   | Im 19. Jahrhunderts errichteter Fachwerkbau mit mehreren Abschnitten, Remise und Wohnung | 31118981 |      |
| Hofstraße 2 52° 20′ 14″ N, 9° 29′ 48″ O | Wirtschaftsgebäude   | Anfang des 20. Jahrhunderts errichteter langgestreckter Ziegelbau mit Fachwerkoberstock. | 31118962 |      |
| Hofstraße 2 52° 20′ 13″ N, 9° 29′ 46″ O | Wirtschaftsgebäude   | Vermutlich in der ersten Hälfte des 19. Jahrhunderts errichteter langgestreckter verputzter Bruchsteinbau unter Satteldach. Das einst als Kuh- und Pferdestall genutzte Gebäude ist entkernt und mit Stahltragwerken ausgebaut. | 31117265 |      |
| Hofstraße 4 52° 20′ 14″ N, 9° 29′ 47″ O | Wohnhaus             | Das ehemalige Melkerwohnhaus an der Nordwestecke des Wirtschaftshofs. In der Mitte des 19. Jahrhunderts gebauter Backsteinbau | 31119019 |      |

### Einzeldenkmale
| Lage                                           | Bezeichnung                           | Beschreibung | ID       | Bild           |
| ---------------------------------------------- | ------------------------------------- | --- | -------- | -------------- |
| Hauptstraße 52° 20′ 15″ N, 9° 30′ 16″ O        | Gefallenendenkmal Nordgoltern         | | 31117248 |                |
| Mindener Straße 15 52° 20′ 19″ N, 9° 30′ 4″ O  | Wohnhaus                              | Haupthaus der Hofanlage. | 31117376 |                |
| Mindener Straße 21 52° 20′ 18″ N, 9° 29′ 57″ O | Wohnhaus                              | Der Vierständerbau wurde 1791 errichtet. | 31117393 |                |
| Mindener Straße 29 52° 20′ 18″ N, 9° 29′ 50″ O | Hofanlage                             | | 31117410 |                |
| Mindener Straße 35 52° 20′ 18″ N, 9° 29′ 34″ O | Ehemalige Schule                      | Die Zwergschule Nordgoltern als ehemalige Schule ist ein Ziegelbau von 1854. | 31117443 | Weitere Bilder |
| Rebhuhnweg 1, 3 52° 20′ 16″ N, 9° 30′ 3″ O     | Wohnhaus                              | | 31117460 |                |
| Rebhuhnweg 4 52° 20′ 15″ N, 9° 30′ 1″ O        | Scheune                               | Die kleine Längsdurchfahrtscheune wurde im Jahre 1751 erbaut und ist somit eine der ältesten Scheunen des Ortes. | 31117479 |                |
| Rebhuhnweg 11 52° 21′ 38″ N, 9° 29′ 59″ O      | Wohnhaus                              | |          |                |
| Süssmühle 1 52° 20′ 24″ N, 9° 30′ 23″ O        | Wassermühle                           | Die Süßmühle Nordgoltern als Wassermühle war für die Entwicklung des Ortes wichtig. Die Mühle liegt am Bach Südaue. Gebäudeteile in Fachwerk auf Bruchsteinsockel. Um- und Neubau erfolgten 1925. | 31117513 | Weitere Bilder |
| Bundesstraße 65 52° 20′ 26″ N, 9° 30′ 25″ O    | Brücke über die Südaue (Mühlengraben) | Brücke der ehemaligen Mindener Chaussee über den Mühlengraben der Süßmühle. Laut Inschrift des Schlusssteins 1785 durch den Großgolterner Rittergutsbesitzer als hier Mühlenberechtigten von Alten errichtete Sandsteinquaderbogenbrücke. Die ursprünglich niedrigen Sandsteinbrüstungen wurden vor kurzem durch Stahlrohraufbauten erhöht. | 31118716 | Weitere Bilder |

## Ostermunzel
| Lage                                       | Bezeichnung | Beschreibung                                                                                        | ID | Bild |
| ------------------------------------------ | ----------- | --------------------------------------------------------------------------------------------------- | -- | ---- |
| Mittelstraße 52° 22′ 4″ N, 9° 30′ 0″ O     | Ehrenmal    | |    |      |
| Mittelstraße 5 52° 22′ 4″ N, 9° 30′ 4″ O   | Wohnhaus    | |    |      |
| Mittelstraße 11 52° 22′ 4″ N, 9° 30′ 8″ O  | Wohnhaus    | Das Haupthaus einer Hofstelle ist eins der ältesten Häuser in Ostermunzel                           |    |      |
| Mittelstraße 14 52° 22′ 3″ N, 9° 30′ 7″ O  | Wohnhaus    | Haupthaus einer Hofanlage                                                                           |    |      |
| Mittelstraße 17 52° 22′ 4″ N, 9° 30′ 10″ O | Hofanlage   | |    |      |
| Mittelstraße 22 52° 22′ 0″ N, 9° 30′ 11″ O | Wohnhaus    | Im Dielenbalken ist das Haupthaus einer Hofanlage mit dem Jahr 1865 datiert.                        |    |      |
| Mittelstraße 24 52° 22′ 3″ N, 9° 30′ 13″ O | Hofanlage   | |    |      |
| Mittelstraße 26 52° 22′ 3″ N, 9° 30′ 16″ O | Hofanlage   | Die Fassade und das Treppenhaus des Wohnhauses sowie das Gesamtensemble stehen unter Denkmalschutz. |    |      |
| Mittelstraße 40 52° 22′ 2″ N, 9° 30′ 26″ O | Wohnhaus    | Das Haus wurde 1844 errichtet.                                                                      |    |      |

## Stemmen
| Lage                                             | Bezeichnung     | Beschreibung | ID | Bild           |
| ------------------------------------------------ | --------------- | --- | -- | -------------- |
| Am Rittergut 52° 20′ 36″ N, 9° 31′ 22″ O         | Scheune         | Scheune des Ritterguts |    |                |
| Am Rittergut 1 52° 20′ 39″ N, 9° 31′ 23″ O       | Rittergut       | Rittergut Stemmen |    |                |
| Am Rittergut 8 52° 20′ 36″ N, 9° 31′ 27″ O       | Wohnhaus        | Das einfache Haus für Landarbeiter des Ritterguts Stemmen wurde am Anfang des 19. Jahrhunderts erbaut. |    |                |
| Am Rittergut 4 52° 20′ 36″ N, 9° 31′ 24″ O       | Försterhaus     | Das Haus wurde am Anfang des 19. Jahrhunderts erbaut. |    |                |
| Buchenbrinkstraße 11 52° 20′ 36″ N, 9° 31′ 18″ O |                 | |    |                |
| Buchenbrinkstraße 14 52° 20′ 35″ N, 9° 31′ 18″ O | Fachwerkgebäude | Die Hütte vor dem Neubau war wahrscheinlich eine Bleichhütte. Von diesen aus wurde Wäsche, die zum Ausbleichen ausgelegt war, überwacht.                                                                       |    |                |
| Kantorstraße 1 52° 20′ 35″ N, 9° 31′ 8″ O        | Hof             | Das Haus wurde 1823 errichtet. |    |                |
| Kantorstraße 5 52° 20′ 36″ N, 9° 31′ 11″ O       | Schule          | Das Wandständerhaus wurde 1842 errichtet. Heute befindet sich hier unter anderem die Gemeindeverwaltung. |    |                |
| Kantorstraße 11 52° 20′ 38″ N, 9° 31′ 13″ O      | Pfarrhaus       | Das Pfarrhaus wurde 1780 von F. L. Haller erbaut. |    |                |
| Kantorstraße 12 52° 20′ 37″ N, 9° 31′ 12″ O      | Kirche          | Kirche Stemmen. Über dem Eingang der Kirche in Stemmen (Barsinghausen) steht die Jahreszahl „MCCCCXCVII“ (1497). Davor stand hier eine kleine Kapelle, Teile davon wurden für den Bau im Jahre 1497 verwendet. |    | Weitere Bilder |
| Kantorstraße 12 52° 20′ 36″ N, 9° 31′ 14″ O      | Denkmal         | |    |                |
| Langefeldstraße 7 52° 20′ 34″ N, 9° 31′ 7″ O     | Wohnhaus        | Das Wohnhaus einer Hofanlage wurde 1820 errichtet. |    |                |
| Langefeldstraße 17 52° 20′ 40″ N, 9° 31′ 5″ O    | Hofanlage       | |    |                |
| Zungenstraße 1 52° 20′ 38″ N, 9° 31′ 15″ O       | Wohnhaus        | Das Landarbeiterwohnhaus wurde im Jahre 1821 erbaut. |    |                |
| Zungenstraße 8 52° 20′ 41″ N, 9° 31′ 17″ O       | Hofanlage       | Das Wohnhaus des Hofes ist ein Vierständerhaus und wurde 1854 erbaut. |    |                |
| Zungenstraße 14 52° 20′ 45″ N, 9° 31′ 18″ O      | Schmiede        | Die Schmiede in der NW-Ecke des Grundstücks wurde um 1880 erbaut. |    |                |

## Wichtringhausen
| Lage                                              | Bezeichnung               | Beschreibung                                                                                                   | ID       | Bild           |
| ------------------------------------------------- | ------------------------- | --- | -------- | -------------- |
| An der Windmühle 26A 52° 19′ 51″ N, 9° 25′ 37″ O  | Holländergaleriewindmühle | Die Mühle wurde 1819 errichtet. Die Mühle wurde bis 1972 betrieben, heute steht sie still.                     | 31119608 | Weitere Bilder |
| B 65 52° 19′ 50″ N, 9° 26′ 0″ O                   | Ehrenmal                  | Ehrenmal zur Erinnerung an den Deutsch-Französischen Krieg 1870–71. Die Inschrift lautet: „7ten Februar 1871“. | 31118238 | Weitere Bilder |
| Rittergut 1 52° 19′ 59″ N, 9° 26′ 2″ O            | Rittergut                 | Das Rittergut Wichtringhausen mit Herrenhaus stammt aus dem 16. Jahrhundert.                                   | 31076266 | Weitere Bilder |
| Wassermühlenstraße 13 52° 20′ 23″ N, 9° 25′ 54″ O | Mühle                     | Bereits 1766 stand hier eine Mühle am Bantorfer Wasser. Im Jahre 1858 wurde diese Mühle umgebaut.              | 31119558 |                |
| Wichmarstraße 52° 20′ 4″ N, 9° 25′ 58″ O          | Ehrenmal                  | Ehrenmal „Unseren gefallenen Helden“ der beiden Weltkriege                                                     | 31118341 | Weitere Bilder |

## Winninghausen

### Gruppe: Friedhof Bahnhofstraße 1
Die Gruppe „Friedhof Bahnhofstraße 1“ hat die ID 30958169.

| Lage                                      | Bezeichnung | Beschreibung                                                                                   | ID       | Bild |
| ----------------------------------------- | ----------- | ---------------------------------------------------------------------------------------------- | -------- | ---- |
| Heerstraße 41 52° 19′ 25″ N, 9° 26′ 12″ O | Hofstelle   | Das traufständige Hallenhaus ist das älteste Haus des Ortes, es ist datiert auf das Jahr 1759. | 31118426 |      |
| Heerstraße 41 52° 19′ 25″ N, 9° 26′ 14″ O | Einfriedung |                                                                                                | 31119108 |      |

### Einzelbaudenkmale
| Lage                                       | Bezeichnung              | Beschreibung                                                                                   | ID       | Bild |
| ------------------------------------------ | ------------------------ | ---------------------------------------------------------------------------------------------- | -------- | ---- |
| Düsterstraße 5 52° 19′ 30″ N, 9° 26′ 9″ O  | Wohn-/Wirtschaftsgebäude | Das Haus der Hofstelle wurde im Jahre 1764 erbaut.                                             | 31118375 |      |
| Düsterstraße 5 52° 19′ 30″ N, 9° 26′ 10″ O | Scheune                  |                                                                                                | 31118392 |      |
| Heerstraße 29 52° 19′ 21″ N, 9° 26′ 6″ O   | Wohn-/Wirtschaftsgebäude | Die Hofanlage entstand am Beginn des 19. Jahrhunderts. Das Vierständerhaus hat ein Satteldach. | 31118409 |      |

## Ehemalige Baudenkmale
| Lage                                                                      | Bezeichnung    | Beschreibung | ID | Bild                                                                                    |
| ------------------------------------------------------------------------- | -------------- | --- | -- | --------------------------------------------------------------------------------------- |
| Egestorf Wennigser Straße 58 52° 17′ 7″ N, 9° 30′ 55″ O                   | Handwerkerhaus | Das Wohnhaus wurde 1904 erbaut. |    |                                                                                         |
| Bantorf Bantorfer Thie 1 (früher: Thiefeld 1) 52° 19′ 31″ N, 9° 24′ 57″ O | Scheune        | Die Scheune war eine Längsdurchfahrtsscheune, sie ist um das Jahr 1800 erbaut worden. Das eher kleine Fachwerkgebäude wurde wohl in den 1990er Jahren abgebrochen. 2019 stehen hier Garagen.       |    |                                                                                         |
| Bantorf Bantorfer Thie 3 (früher: Thiefeld 3) 52° 19′ 34″ N, 9° 24′ 54″ O | Scheune        | Die Scheune war eine Längsdurchfahrtsscheune, sie ist um das Jahr 1800 erbaut worden. Das eher kleine Fachwerkgebäude wurde wohl in den 1990er Jahren abgebrochen. Die Fläche dient als Ackerland. |    |                                                                                         |
| Barsinghausen Deisterstraße 11 52° 17′ 57″ N, 9° 27′ 48″ O                | Villa          | Die Villa steht nicht mehr, das Grundstück ist verwildert (im März 2013). |    |                                                                                         |
| Barsinghausen Kaltenbornstraße 15 52° 18′ 16″ N, 9° 27′ 21″ O             | Wohnhaus       | 1749 errichteter Vierständerbau. 2014/15 entstehen hier Neubauten. |    |                                                                                         |
| Barsinghausen Marktstraße 28 52° 18′ 9″ N, 9° 27′ 41″ O                   |                | hier steht augenscheinlich ein Neubau |    |                                                                                         |
| Egestorf Nienstedter Straße 33 52° 17′ 7″ N, 9° 30′ 15″ O                 | Hof            | in den 1990er Jahren abgebrochen |    |                                                                                         |
| Göxe Kampweg 1 52° 20′ 32″ N, 9° 32′ 54″ O                                | Altenteiler    | Das Vierständerhallenhaus wurde 1806 errichtet. |    | [[Vorlage:Bilderwunsch/code!/C:52.34219,9.548231!/D:Göxe Kampweg 1, Altenteiler!/\|BW]] |
| Großgoltern Hauptstraße 15 52° 19′ 53″ N, 9° 30′ 1″ O                     | Hof            | Grüne Wiese im Ortszentrum (2015). |    |                                                                                         |
| Großgoltern Hauptstraße 17 52° 19′ 53″ N, 9° 30′ 1″ O                     | Hof            | Hallenhaus datiert 1760.(Foto, 2009) Grüne Wiese im Ortszentrum (2015). 2018 entsteht hier ein Neubau.                                                                                             |    |                                                                                         |
| Stemmen Langefeldstraße 24 52° 20′ 41″ N, 9° 31′ 6″ O                     | Hofanlage      | Das Gebäude wirkt 2014 zu neu für ein Baudenkmal |    |                                                                                         |
| Wichtringhausen Wichmarstraße 63 52° 20′ 17″ N, 9° 25′ 59″ O              | Wohnhaus       | Das Wohnhaus war ein Vierständerhaus mit verputztem Gefache und wurde 1834 errichtet. Der Grundriss war quadratisch, das Haus hatte ein Satteldach. Das Gebäude im Jahr 2014 sieht anders aus.     |    |                                                                                         |

## Status unklar
| Lage                                                                      | Bezeichnung             | Beschreibung | ID        | Bild                                                                                                  |
| ------------------------------------------------------------------------- | ----------------------- | --- | --------- | --- |
| Bantorf Im Dorfe 1 52° 19′ 48″ N, 9° 24′ 45″ O                            | Scheune                 | Die Scheune ist eine Längsdurchfahrtsscheune, sie ist um das Jahr 1800 erbaut worden. |           | |
| Barrigsen Im Wieh 1,3; Ostermunzeler Straße 18 52° 21′ 38″ N, 9° 30′ 1″ O | Hofanlage               | | 31112946? | |
| Barsinghausen Altenhofstraße 11 52° 18′ 7″ N, 9° 27′ 29″ O                | Wohnhaus                | |           | |
| Barsinghausen Altenhofstraße 11A 52° 18′ 7″ N, 9° 27′ 31″ O               | Wohnhaus                | |           | |
| Barsinghausen Altenhofstraße 17 52° 18′ 3″ N, 9° 27′ 31″ O                | Wohnhaus                | Kein Einzeldenkmal, aber Bestandteil der Baudenkmal-Gruppe Altenhofstraße |           | |
| Barsinghausen Deisterstraße 52° 17′ 47″ N, 9° 27′ 45″ O                   | Gedenkstein             | Gedenkstein 'Den bis in den Tod getreuen Deister-Bergleuten' aufgestellt vom Bergmannsverein 'Glück-Auf' in Barsinghausen. Der Stein soll auch an 350 Jahre Steinkohlebergbau im Deister erinnern. |           | |
| Barsinghausen Deisterstraße 52° 17′ 36″ N, 9° 27′ 30″ O                   | Gedenkstein             | Das Ernst-Brauns-Denkmal steht an einem Waldweg in der Verlängerung der Barsinghäuser Deisterstraße etwa 1 km von ihrem Ende. Im Unterschied zu den als Wegweiser zur Freilichtbühne dienenden Skulpturen in der Deisterstraße steht das 1892 zur Erinnerung an Ernst Brauns, den Gründer des Hannoverschen Touristenvereins aufgestellte Sandsteindenkmal tatsächlich unter Denkmalschutz. |           | |
| Barsinghausen Marienstraße 52° 18′ 10″ N, 9° 28′ 21″ O                    | Kapelle                 | Kapelle auf dem städtischen Friedhof Osterfeld. Denkmalschutz nach 1987 wegen baulicher Veränderungen aufgehoben. |           | |
| Barsinghausen Marktstraße 16 52° 18′ 7″ N, 9° 27′ 46″ O                   | Wohnhaus                | Errichtet 1768 laut Inschrift am Dielenbalken. Eines der wenigen erhaltenen Gebäude aus der landwirtschaftlichen Vergangenheit der Marktstraße. |           | |
| Barsinghausen Markstraße 18 52° 18′ 7″ N, 9° 27′ 44″ O                    | Vierständerbau          | Errichtet um 1800. Eines der wenigen erhalten ehemals landwirtschaftlichen Gebäude der Straße |           | |
| Barsinghausen Marktstraße 25 52° 18′ 9″ N, 9° 27′ 45″ O                   | Wohn- und Geschäftshaus | Der Wandständerbau wurde in der 2. Hälfte des 19. Jahrhunderts errichtet. |           | |
| Barsinghausen Rehrbrinkstraße 22 52° 18′ 24″ N, 9° 27′ 36″ O              | Wohnhaus                | anscheinend abgerissen | 31118942  | [[Vorlage:Bilderwunsch/code!/C:52.30657,9.46013!/D:Barsinghausen Rehrbrinkstraße 22, Wohnhaus!/\|BW]] |
| Göxe Levester Straße 8 52° 20′ 21″ N, 9° 32′ 42″ O                        | Wohnhaus                | Wandständerbau |           | |
| Nordgoltern Grabenfeld 1 52° 20′ 15″ N, 9° 29′ 31″ O                      | Wohnwirtschaftsgebäude  | 1808 errichtetes Hallenhaus. Im August 2014 abgerissen. 2022 nicht mehr im Denkmalviewer markiert. |           | |
| Nordgoltern Grabenfeld 1 52° 20′ 16″ N, 9° 29′ 33″ O                      | Scheune                 | 1814 errichtet. 2022 nicht mehr im Denkmalviewer markiert. |           | |